# Vladilovci
Vladilovci (mazedonisch Владиловци) ist ein Dorf im zentralen Teil Nordmazedoniens, das zur Gemeinde Čaška gehört. Die nächstgelegene Stadt ist Veles.

## Geographie
Vladilovci liegt etwa 35  Kilometer südwestlich von Veles. Das Dorf befindet sich in der historischen Landschaft Klepa, wird jedoch auch zur Region Azot gerechnet. Die Nachbardörfer von Vladilovci sind Smilovci, Popadija und Krnino.

## Geschichte
Die Region Azot wurde nach 1900 Schauplatz blutiger Kämpfe und Scharmützel zwischen den bulgarischen Komitadschi der Inneren Makedonisch-Adrianopeler Revolutionären Organisation (WMORO) und den serbischen Tschetniks, welche sich teilweise erfolgreich in der Region eingenistet hatten.
Laut der Statistik des Ethnographen Wassil Kantschow zählte Vladilovci Ende des 19. Jahrhunderts 500 Einwohner, welche allesamt als christliche Bulgaren klassifiziert wurden.
Nach den Statistiken des Sekretärs des bulgarischen Exarchats Dimitar Mischew ("La Macédoine et sa Population Chrétienne") im Jahr 1905 lebten in Vladilovci 680 bulgarische Exarchisten. Laut einem Geheimbericht des bulgarischen Konsulats in Skopje im Jahre 1907 erkannten 75 von 75 Haushalten des Dorfes unter Druck der serbischen Tschetniks das Ökumenische Patriarchat von Konstantinopel an.
Am 24. Februar 1907 umzingelte der WMORO-Wojwode Karel Hošek zusammen mit Komitadschi aus Prilep eine serbische Gruppe von 80 Personen in der Nähe des Dorfes Vladilovci. Karel Hošek, der ursprünglich aus Tschechien stammt und sich als Abenteurer der WMORO anschloss, starb bei diesem Gefecht zusammen mit zwei seiner Mitkämpfer.
Nach der Jungtürkischen Revolution 1908 kehrten alle Haushalte zurück zum bulgarischen Exarchat.
Im Zuge des Balkankrieges meldeten sich zwei Dorfbewohner freiwillig zur Makedonisch-Adrianopeler Landwehr, einem Freiwilligenverband der bulgarischen Armee.
1927 führte der deutsche Forscher Leonhard Schultze Vladilovci auf seiner Karte Mazedoniens auf und ordnete es als ein bulgarisch-christliches Dorf auf.
Laut der letzten Volkszählung von 2002 hatte Vladilovci 77 Einwohner, alle Mazedonier.